# 查查庫馬尼山 (聖巴勃羅區)
14°05′21″S 70°51′10″W / 14.08917°S 70.85278°W
查查庫馬尼山（Chachacumani），是秘魯的山峰，位於該國東南部庫斯科大區，由坎奇斯省的聖巴勃羅區負責管轄，屬於韋爾卡努塔山脈的一部分，海拔高度約5,000米。